# Las Piedras (Artigas)
Pour les articles homonymes, voir Las Piedras.
Las Piedras est une ville de l'Uruguay située dans le département d'Artigas. Sa population est de 2 164 habitants.

## Population
| Année | Population |
| ----- | ---------- |
| 1963  | 216        |
| 1975  | 738        |
| 1985  | 1 253      |
| 1996  | 2 099      |
| 2004  | 2 164      |

,